# Andrzeiowskia cardamine
Andrzeiowskia cardamine es una especie de planta fanerógama de la familia Brassicaceae. Es el único miembro del género Andrzeiowskia. Es originaria de Turquía.

## Taxonomía
Andrzeiowskia cardamine fue descrita por Ludwig Reichenbach y publicado en Iconographia Botanica Exotica 1: 15. 1824.
Sinonimia
- Andreoskia cardamine (Rchb.) Boiss.[4]